# 米内沢バイパス
米内沢バイパス（よないざわバイパス）は、秋田県北秋田市寄延から同市松栄までの国道105号（国道285号一部重複区間）のバイパス道路である。

## 概要

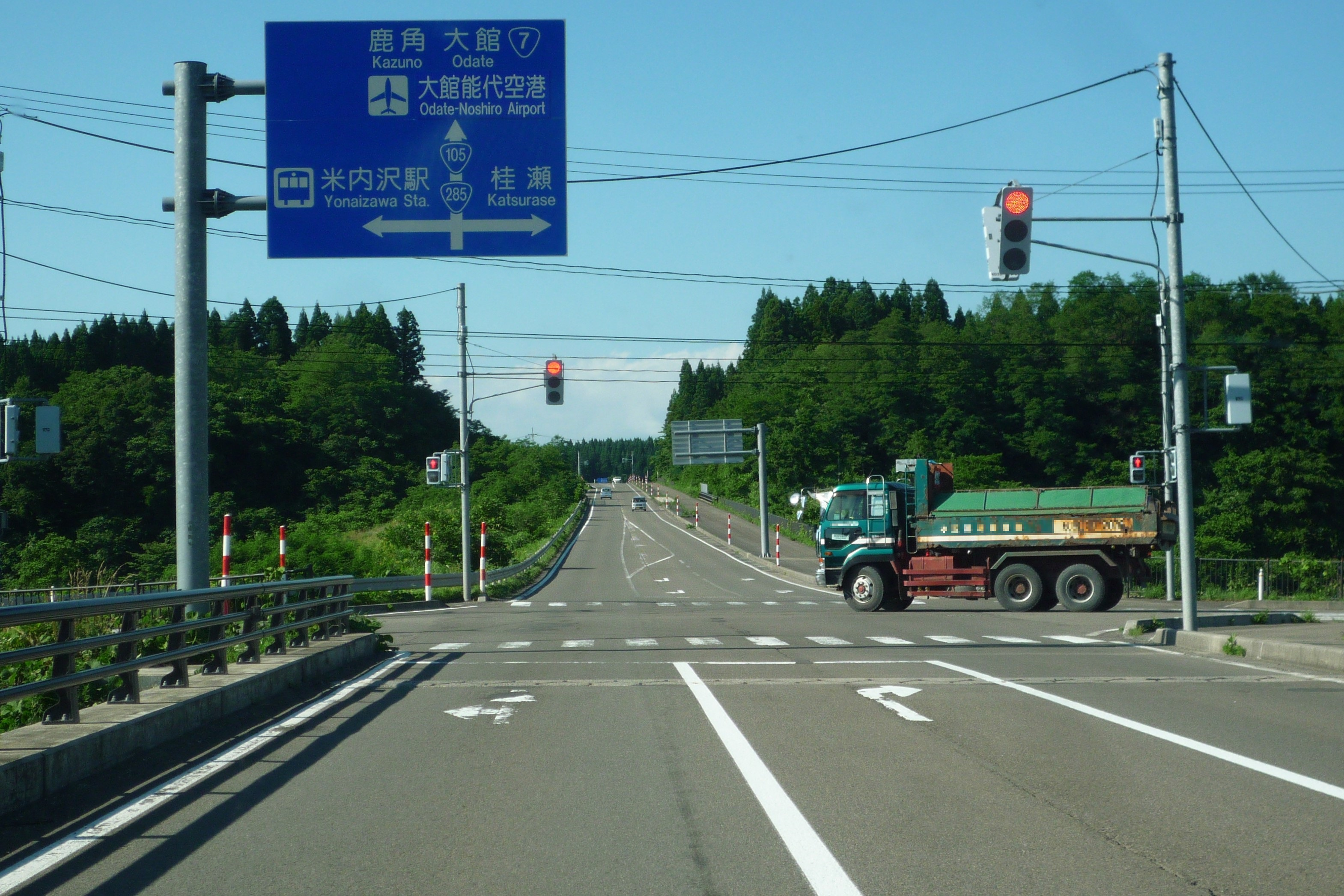
重複区間

### 路線データ
- 起点:秋田県北秋田市寄延[1]
- 終点:秋田県北秋田市松栄[1]
- 延長距離:3.55km[2]
- 幅員:6.5m
- 歩道:4m
- 全幅:15m
- 片側1車線規制速度:時速60km

## 歴史
- 1991年（平成3年） - 工事着工
- 2003年（平成15年） - 一部開通（1.8キロメートル）[3]。
- 2006年（平成18年）12月1日 - 北秋田市米内沢字諏訪岱67番6から字長野88番4まで供用開始し[4]、同4日に全線開通した[2]。

## 路線状況

### 重複区間
- 国道285号（秋田県北秋田市米内沢諏訪岱 - 終点